# Billboard Global 200

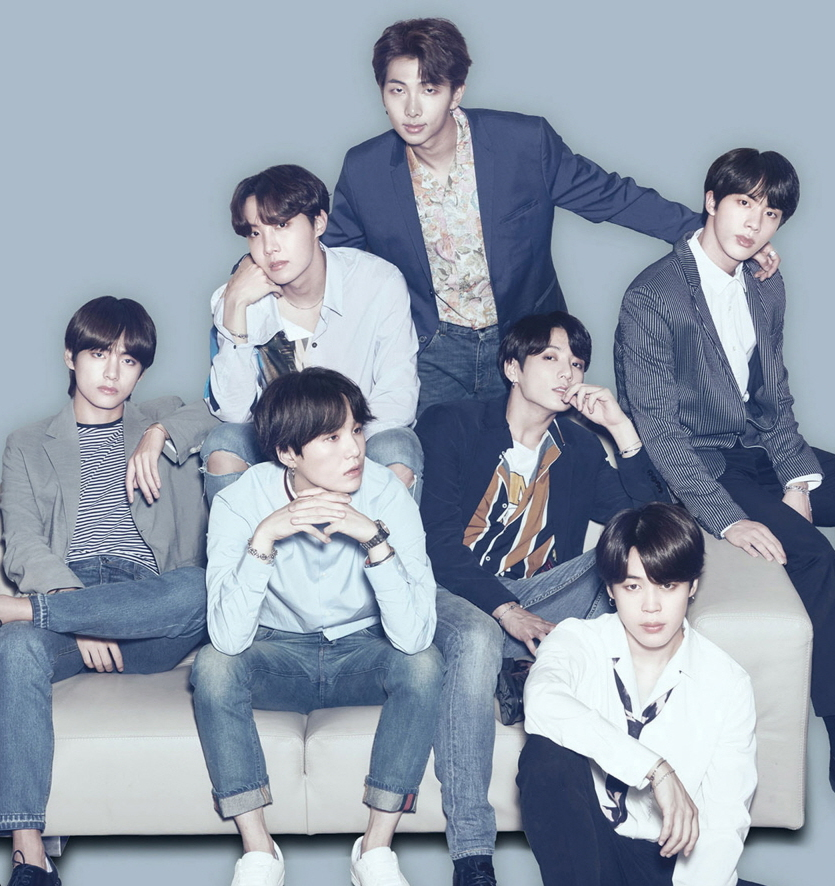
Nhóm nhạc nam Hàn Quốc BTS đã đạt được bảy bài hát quán quân trên bảng xếp hạng Global 200, nhiều hơn bất kỳ nghệ sĩ nào khác.

Billboard Global 200 là bảng xếp hạng âm nhạc hàng tuần do tạp chí Billboard công bố. Billboard Global 200 xếp hạng các bài hát hàng đầu trên toàn cầu và dựa trên doanh số bán đĩa kỹ thuật số và phát trực tuyến từ hơn 200 vùng lãnh thổ trên toàn thế giới. Nó chính thức ra mắt vào tháng 9 năm 2020, mặc dù bảng xếp hạng được công bố lần đầu tiên vào giữa năm 2019.
Bài hát quán quân đầu tiên của bảng xếp hạng ngày 19 tháng 9 năm 2020 là "WAP" của Cardi B hợp tác cùng Megan Thee Stallion. Bài hát quán quân hiện tại của bảng xếp hạng ngày 7 tháng 6 năm 2025 là "Ordinary" của Alex Warren.

## BillboardGlobal Excl. US
Cùng với Global 200, Billboard đã tung ra một bảng xếp hạng tương tự có tên là Billboard Global Excl. US. Bảng xếp hạng này có cùng cách tính với Global 200, nhưng không bao gồm lãnh thổ Hoa Kỳ, nghĩa là chỉ tính lượt phát trực tuyến và tải xuống kỹ thuật số từ các quốc gia và vùng lãnh thổ ngoài nước Mỹ. Billboard nêu lý do của họ khi có hai bảng xếp hạng: "Một trong những mục tiêu của dự án này là để mọi người tiếp xúc với âm nhạc từ nhiều vùng lãnh thổ.". Bài hát quán quân đầu tiên của bảng xếp hạng là "Hawái" của Maluma, được công bố vào ngày ngày 19 tháng 9 năm 2020. Bài hát tiếng Việt đầu tiên lọt vào bảng xếp hạng này là "Muộn rồi mà sao còn" của Sơn Tùng M-TP ở vị trí thứ 126, được công bố vào ngày 11 tháng 5 năm 2021.

## Bài hát quán quân
- Danh sách bài hát quán quân Billboard Global 200 năm 2020
- Danh sách bài hát quán quân Billboard Global 200 năm 2021
- Danh sách bài hát quán quân Billboard Global 200 năm 2022
- Danh sách bài hát quán quân Billboard Global 200 năm 2023
- Danh sách bài hát quán quân Billboard Global 200 năm 2024
- Danh sách bài hát quán quân Billboard Global 200 năm 2025

## Kỷ lục của nghệ sĩ

### Nghệ sĩ có nhiều đĩa đơn quán quân nhất trên Global 200
| Tổng số bài hát | Nghệ sĩ        | Nguồn  |
| --------------- | -------------- | ------ |
| 5               | BTS            | [ 7 ]  |
| 2               | Ariana Grande  | [ 8 ]  |
| 2               | Olivia Rodrigo | [ 9 ]  |
| 2               | Justin Bieber  | [ 10 ] |

### Nghệ sĩ có nhiều tuần nhất ở vị trí số 1 trên Global 200
| Tổng số tuần | Nghệ sĩ        |
| ------------ | -------------- |
| 14           | Olivia Rodrigo |
| 9            | BTS            |
| 6            | Justin Bieber  |
| 5            | Lil Nas X      |
| 4            | Mariah Carey   |
| 4            | The Kid Laroi  |

### Nghệ sĩ có nhiều đĩa đơn quán quân nhất trên Global 200 Excl. U.S.
| Tổng số bài hát | Nghệ sĩ       | Nguồn  |
| --------------- | ------------- | ------ |
| 4               | BTS           | [ 11 ] |
| 2               | Justin Bieber | [ 12 ] |

### Nghệ sĩ có nhiều tuần nhất ở vị trí số 1 trên Global 200 Excl. U.S.
| Tổng số tuần | Nghệ sĩ        |
| ------------ | -------------- |
| 15           | BTS            |
| 9            | Olivia Rodrigo |
| 7            | Justin Bieber  |
| 5            | Bad Bunny      |
| 5            | Jhay Cortez    |
| 5            | Daniel Caesar  |
| 5            | Giveon         |
| 5            | Ed Sheeran     |
| 4            | Lil Nas X      |

### Đồng thời đứng đầu Global 200, Global 200 Excl. U.S. và Hot 100
| Ngày phát hành   | Tựa đề                            | Nghệ sĩ                                            | Nguồn         |
| ---------------- | --------------------------------- | -------------------------------------------------- | ------------- |
| 3 tháng 10, 2020 | "Dynamite"                        | BTS                                                | [ 13 ]        |
| 7 tháng 11, 2020 | "Positions"                       | Ariana Grande                                      | [ 14 ]        |
| 5 tháng 12, 2020 | "Life Goes On"                    | BTS                                                | [ 15 ]        |
| 2 tháng 1, 2021  | "All I Want for Christmas Is You" | Mariah Carey                                       | [ 16 ]        |
| 23 tháng 1, 2021 | "Drivers License"                 | Olivia Rodrigo                                     | [ 17 ]        |
| 30 tháng 1, 2021 | "Drivers License"                 | Olivia Rodrigo                                     | [ 18 ]        |
| 6 tháng 2, 2021  | "Drivers License"                 | Olivia Rodrigo                                     | [ 19 ]        |
| 13 tháng 2, 2021 | "Drivers License"                 | Olivia Rodrigo                                     | [ 20 ]        |
| 20 tháng 2, 2021 | "Drivers License"                 | Olivia Rodrigo                                     | [ 21 ]        |
| 27 tháng 2, 2021 | "Drivers License"                 | Olivia Rodrigo                                     | [ 22 ]        |
| 6 tháng 3, 2021  | "Drivers License"                 | Olivia Rodrigo                                     | [ 23 ]        |
| 13 tháng 3, 2021 | "Drivers License"                 | Olivia Rodrigo                                     | [ 24 ]        |
| 3 tháng 4, 2021  | "Peaches"                         | Justin Bieber hợp tác cùng Daniel Caesar và Giveon | [ 25 ]        |
| 5 tháng 6, 2021  | "Butter"                          | BTS                                                | [ 26 ] [ 27 ] |
| 12 tháng 6, 2021 | "Butter"                          | BTS                                                | [ 28 ] [ 29 ] |
| 24 tháng 7, 2021 | "Permission to Dance"             | BTS                                                | [ 30 ] [ 31 ] |
| 21 tháng 8, 2021 | "Stay"                            | The Kid Laroi và Justin Bieber                     | [ 32 ] [ 33 ] |
| 28 tháng 8, 2021 | "Stay"                            | The Kid Laroi và Justin Bieber                     | [ 34 ] [ 35 ] |

- BTS là nghệ sĩ đầu tiên cùng lúc đứng đầu bảng xếp hạng Global 200, Global 200 Excl. U.S. và Hot 100. Ariana Grande là nữ nghệ sĩ đầu tiên đạt được thành tích này với Justin Bieber, Daniel Caesar và Giveon là những nghệ sĩ solo nam đầu tiên đạt được thành tích này.
- BTS và Justin Bieber là những nghệ sĩ duy nhất đứng đầu cả 3 bảng xếp hạng cùng lúc với 2 bài hát trở lên.